# Родригес, Хосе (дзюдоист)
Хосе Родригес (исп. José Rafael Rodríguez Carbonell; род. 28 марта 1959) — кубинский дзюдоист, чемпион и призёр чемпионатов Кубы и Панамериканских игр, призёр Панамериканских чемпионатов, серебряный призёр летних Олимпийских игр 1980 года в Москве.

## Карьера
Выступал в суперлёгкой весовой категории (до 60 кг). 10-кратный чемпион (1977-1986 годы) и серебряный призёр (1976) чемпионатов Кубы. Победител и призёр международных турниров. Серебряный (1984) и бронзовый (1985) призёр Панамериканских чемпионатов. Чемпион (1983) и бронзовый призёр (1987) Панамериканских игр.
На Олимпиаде в Москве Родригес последовательно победил ливанца Сихада Кируза, сирийца Самира Эль-Наджара, британца Джона Холидея, венгра Тибора Кинчеша, но в схватке за золотую медаль уступил французу Тьерри Ре и стал серебряным призёром Олимпиады.